# Гоно, Мирослав
Ми́рослав Го́но (словац. Miroslav Gono; родился 1 ноября 2000, Пьештяни, Словакия) — словацкий футболист, полузащитник клуба «Жилина».

## Футбольная карьера
Мирослав — уроженец Пьештяни, курортного города в западной части Словакии. Начал играть в футбол в родном городе, затем обучался футболу в различных академиях страны, таких как «Нитра», «Врбове», «Спартак Трнава» и «Тренчин». Выпускник академии «Жилины». С сезона 2018/2019 — игрок второй команды. Дебютировал за неё 24 августа 2018 в поединке против «Скалицы». Всего за вторую команду Гоно провёл 22 встречи.
В сезоне 2019/2020 впервые стал привлекаться к тренировкам с основной командой. Дебютировал за неё 7 марта 2020 года в поединке против Середи, выйдя на замену на 69 минуте вместо Эниса Фазлагича. Всего в дебютном сезоне появлялся на поле в шести встречах. Сезон 2020/2021 начал игроком основного состава.
Также Мирослав выступал за сборную Словакии среди юношей до 19 лет. 8 октября 2020 года дебютировал за молодёжную сборную в поединке против сверстников из Азербайджана, выйдя в стартовом составе и проведя на поле весь матч. 12 ноября 2020 года впервые отличился в молодёжной сборной, поразив ворота сверстников из Грузии.